# Nitrotirosina
La nitrotirosina es un producto de la nitración de tirosina mediado por especies reactivas del nitrógeno tales como el anión peroxinitrito y dióxido de nitrógeno. Es detectado en algunas condiciones patológicas y es considerado como un marcador del estrés oxidativo dependiente de NO. La nitrotirosina es encontrada en algunos tejidos afectados por algunas afecciones, como por ejemplo en la córnea en queratocono.